# Velikaïa Gouba
Suurlahti
Velikaïa Gouba (russe : Вели́кая Губа́, Velikaja Guba) ou Suurlahti (en carélien : Suurlahti, en finnois : Suurlahti) est un hameau de l'établissement rural de Velikaïa Gouba, dont il est le chef-lieu, du raïon de Karhumäki en république de Carélie.

## Géographie
Suurlahti est situé au bord de la baie Suurlahti lac Onega, à 110 kilomètres au sud de Karhumäki et à 80 kilomètres au nord-est de Petrozavodsk.

## Patrimoine
En face de la péninsule d'Äänisniemi se trouve l'Île de Kiji dont les bâtiments en bois en font un site du patrimoine mondial de l'UNESCO.
Le site comprend les églises en bois de Jandomjärvi et de Kosmojärvi datant de 1656 et 1769, ainsi que les chapelles des XVIIe et XVIIIe siècles à Korba, Seletskaya, Ust-Jandoma, Vasilyev et Volkostrov. 
Il existe aussi d'autres églises anciennes, des chapelles orthodoxes, des maisons d'habitation et des dépendances dans les villages.
L'église Alexius de la déesse, construite en 1866. Le village a le statut de site historique.

## Démographie
Recensements (*) ou estimations de la population
| 2009  | 2010  | 2013  | - |
| ----- | ----- | ----- | - |
| 1 364 | 1 098 | 1 035 | - |

## Galerie

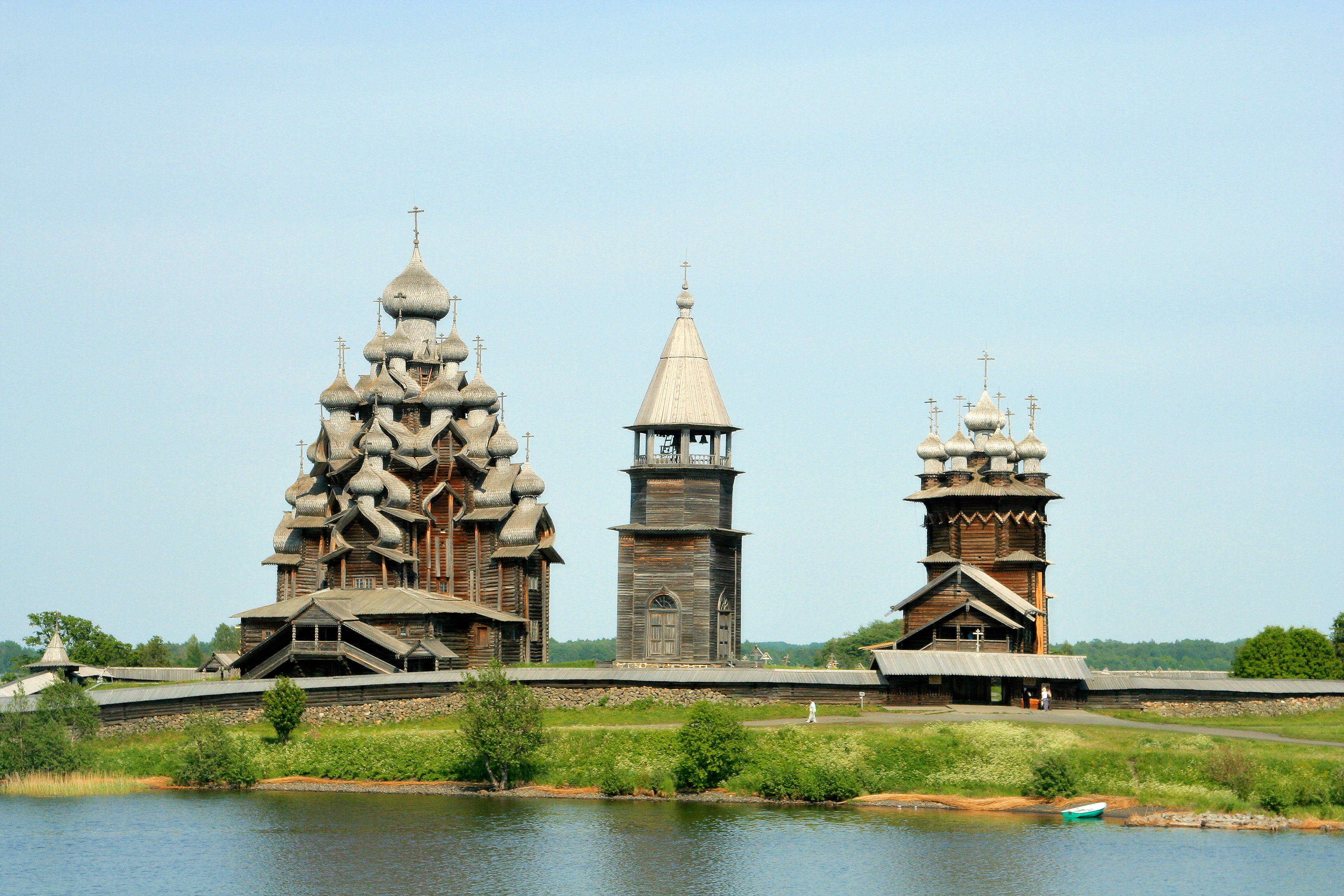
Églises de l'île de Kiji.
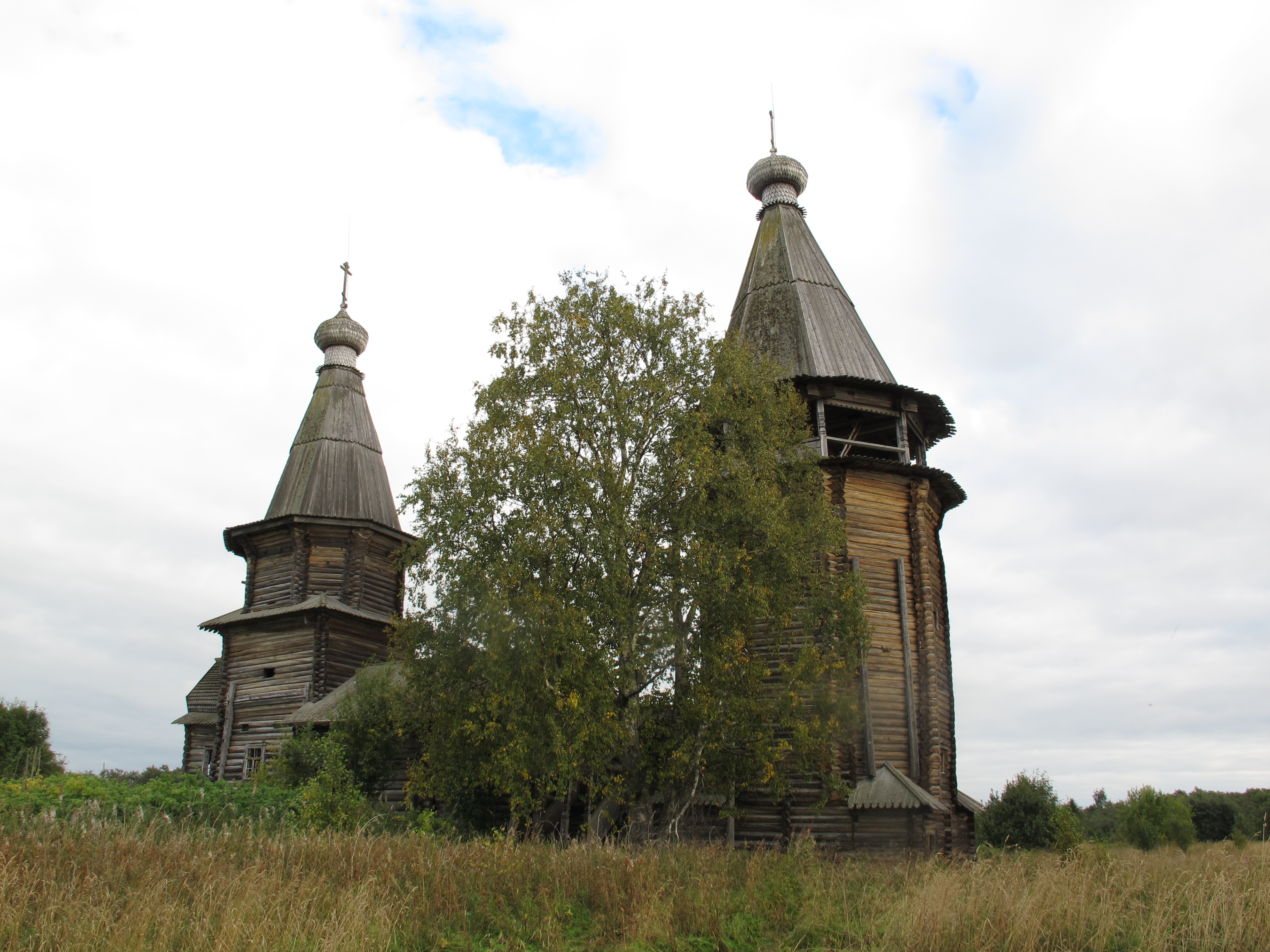
Église de Jandomjärvi.
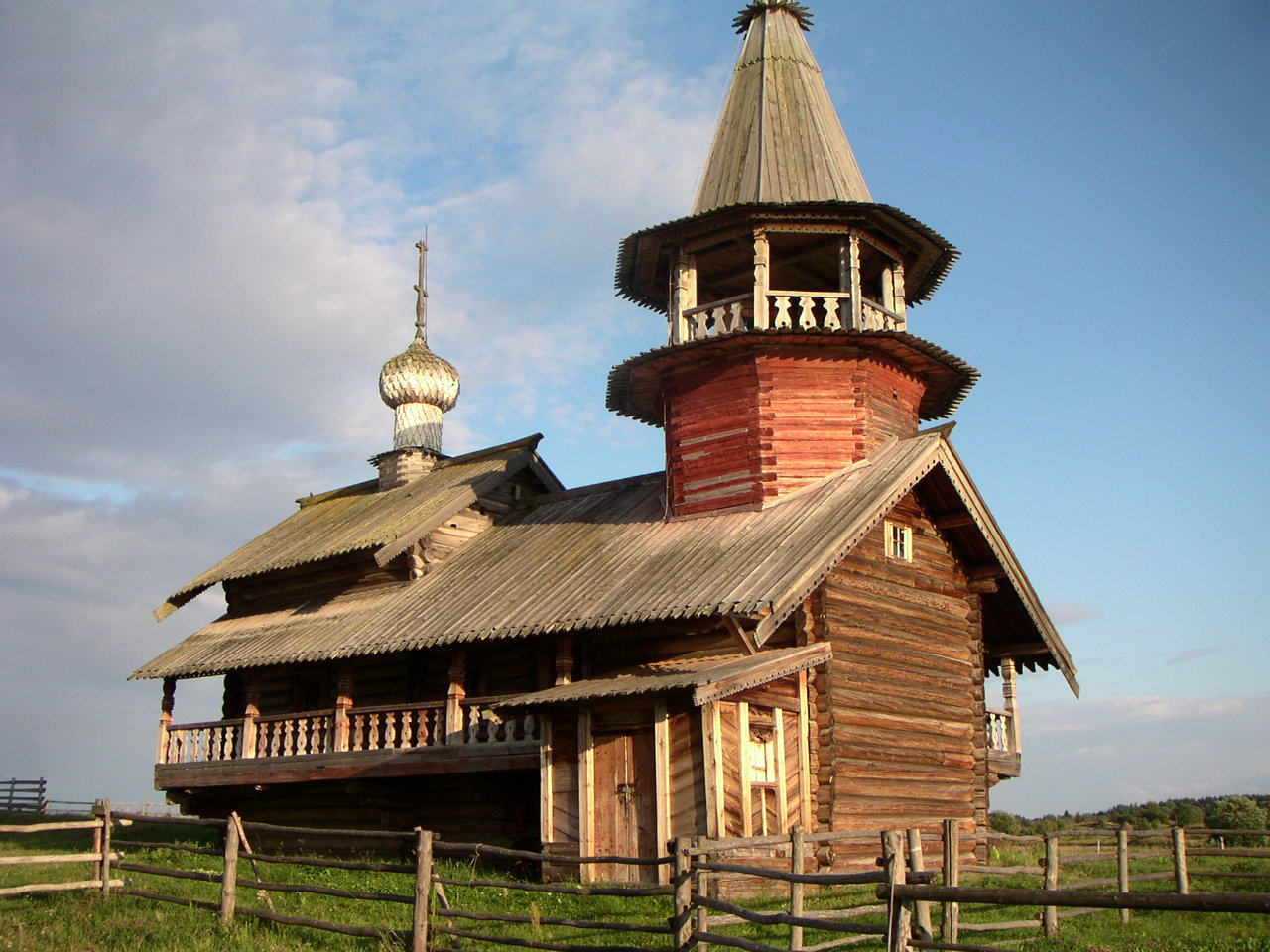
Chapelle de Volkostrov.